# Des femmes en mouvements
Ne doit pas être confondu avec Femmes en mouvement.
Pour les articles homonymes, voir Femme (homonymie).
Des femmes en mouvements est un magazine mensuel puis hebdomadaire lancé en 1977 par les femmes du collectif Psychanalyse et Politique du MLF et les Éditions Des femmes animées par Antoinette Fouque et financées par Sylvina Boissonnas. Ce titre fait suite aux dix numéros du Quotidien des femmes, parus irrégulièrement d'octobre 1974 à juin 1976. Treize numéros du magazine mensuel, dit « la mensuelle », paraissent chaque mois de décembre 1977 à janvier 1979,. En novembre 1979, Des femmes en mouvements devient hebdomadaire et est diffusé en kiosque chaque vendredi, avec 101 numéros publiés jusqu'à l'interruption définitive en juillet 1982.
En mai, juin et juillet 1982, paraissent trois numéros du journal régional Des femmes en mouvements Midi-Pyrénées. 

## Archives
La bibliothèque Marguerite-Durand (13e arrondissement de Paris) en conserve des numéros.